# Гагаров, Дмитрий Николаевич
Дмитрий Николаевич Гагаров (17 июля 1938, Владивосток, Приморский край, РСФСР, СССР, — 23 апреля 1989, Москва, РСФСР, СССР) — советский хозяйственный, государственный и политический деятель. Первый секретарь Приморского крайкома КПСС в 1984—1989, председатель Владивостокского горисполкома в 1975—1978.

## Биография
Родился 17 июля 1938 года во Владивостоке, русский. Родословная семьи Гагаровых тесно связана с владивостокским рестораном «Золотой Рог». Окончил Дальневосточный политехнический институт по специальности «инженер-кораблестроитель» (1962), а также заочную Высшую партийную школу при ЦК КПСС (1978). Член КПСС с 1966 года; член ЦК КПСС в 1986—1989.
В молодые годы занимался греблей.
С 1960 года — на различных должностях в организации «Дальэнерго» от слесаря до главного инженера тепловых сетей (1966). С 1972 года на советской и партийной работе в Приморском крае: заместитель председателя горисполкома, секретарь Первореченского райкома КПСС г. Владивостока.
С марта 1975 по сентябрь 1978 года — председатель Владивостокского горисполкома, с 1978 по 1979 — І секретарь Владивостокского горкома КПСС. С 1979 по 1983 год — второй секретарь Приморского крайкома КПСС. В 1983—1984 году — инспектор ЦК КПСС. Современники отмечали, что своей партийной карьерой Д. Н. Гагаров был во многом обязан тогдашнему первому секретарю Приморского крайкома В. П. Ломакину.
В январе 1984 года в ЦК КПСС Д. Н. Гагарову предлагали пост первого секретаря Калининградского обкома КПСС, но он отказался, отметив, что хочет работать и умереть в родном городе.
С 8 апреля 1984 по 14 января 1989 года — первый секретарь Приморского крайкома КПСС. При нём во Владивостоке был построен мусоросжигательный завод: Гагаров лично летал в Чехословакию (где в то время работал советским послом Ломакин) за документацией для него. Также сыграл значительную роль в создании владивостокского яхт-клуба «Семь футов». Делегат XXVI и XXVII съезда КПСС (1986).
Избирался депутатом Верховного Совета РСФСР 10-го и 11-го созывов, был председателем Мандатной комиссии Верховного Совета РСФСР 11-го созыва.
Скончался 23 апреля 1989 года в Москве. Похоронен на Морском кладбище города Владивостока.

## Семья
Жена — Гагарова Раиса Ивановна (1938), сын — Гагаров Андрей Дмитриевич (1961). Младший брат — Гагаров Николай Николаевич (1945—2014).

## Память
В 2008 году во Владивостоке вышла книга Марины Савченко и Владимира Печорина «100 выдающихся сограждан Приморья». В число людей, биографии которых были включены в эту книгу, был и Дмитрий Гагаров.